# Логор Узамница
Логор Узамница је био логор за интернирање који су 1992. године основале снаге ЈНА у којима су током рата у БиХ били смештени бошњачки цивилни заробљеници.
Многи Бошњаци који нису убијени у вишеградским масакрима били су заточени на разним локацијама у граду, укључујући касарну бивше ЈНА и складиште у Узамници, пет километара од Вишеграда. Неки од ових заточеника држани су на овом месту више од две године. Неки српски војници силовали су жене и тукли несрпске цивиле. 

## Логор
Затвореници заточени у Узамници били су подвргнути нехуманим условима. Многи су редовно били премлаћивани. Српским паравојним формацијама је такође било дозвољено да уђу у логор како би по вољи тукли и мучили затворенике. Као резултат ових напада, многе жртве су задобиле тешке и трајне повреде. Многи затвореници су коришћени за пројекте принудног рада.  Према речима преживелих које је интервјуисао Ед Вулијами, једина храна за затворенике била је свињетина, која је забрањена у исламу. 

## ПресудеМеђународног кривичног суда за бившу Југославију(МКСЈ)
Милан Лукић, оглашен је кривим по 10 тачака за злочине против човечности и девет тачака за кршење закона ратовања због наводне умешаности у злочине, укључујући убиство, мучење, прогон, пљачку и уништавање имовине, и осуђен је на доживотни затвор . 20. јула 2009. године. 
Судско веће прогласило је Средоја Лукића кривим за ратне злочине и злочине против човјечности и осудило га на 30 година затвора. 
Што се тиче логора Узамница, докази су показали да су и Милан Лукић и Средоје Лукић били опортунистички посетиоци логора, иако је Средоје Лукић долазио ређе у логор од Милана Лукића. У логору су и Милан Лукић и Средоје Лукић жестоко и више пута ударали заточенике шакама, пендрецима, моткама и кундацима. Неколико жртава је сведочило пред Претресним већем о овим бруталним премлаћивањима и тешким и трајним повредама које су задобили и патњама које су претрпели. 